# Piero Carnabuci
Piero Carnabuci (* 6. September 1895 in Santa Teresa di Riva; † 13. Februar 1958 in Mailand) war ein italienischer Schauspieler.

## Leben
Carnabuci begann zu Ende des Zweiten Weltkrieges ein Ingenieursstudium, wechselte jedoch bald ins darstellende Fach und schloss 1920 ab. Ein erstes Engagement erhielt er bei der Theatertruppe von Luigi Carini und Olga Vittoria Gentilli. Der gutaussehende, sonore Darsteller mit klarer Stimme wurde schnell ein beliebter Darsteller jugendlicher Helden. Er spielte neben etlichen „Grandes Dames“ der italienischen Bühnen wie Emma Gramatica, Maria Melato, Tatiana Pavlova sowie mit Lamberto Picasso und Ruggero Ruggeri. 1926 bis 1928 war er erster Darsteller im Ensemble von Luigi Pirandello, ein Jahr später in dem von Sem Benelli.
Einen ersten Filmauftritt hatte Carnabuci 1927 in Kif Tebbi, einem bedeutenden Stummfilm von Mario Camerini; seine Karriere auf der Leinwand blieb jedoch auf das Gelegentliche beschränkt, wobei er trotzdem bemerkenswerte Ergebnisse erzielte, so als zynischer und selbstherrlicher Magnat in La peccatrice 1940 oder als böser Gegenspieler „Fazio“ in La cena delle beffe. Nur vier Rollen nahm Carnabuci nach dem erneuten Weltkrieg an, während er seine Bühnenkarriere stetig und intensiv weiter verfolgte. Auch einzelne Fernsehaufzeichnungen finden sich in seinem Werk.
1940 feierte er einen großen Bühnenerfolg mit seiner Interpretation von Mord im Dom sowie mit Vincenzo Tieris L'ape regina, das er für Ruggero Ruggeri/Paola Borboni spielte. Nach dem Zweiten Weltkrieg ragen Auftritte in Il vento notturno (1945) unter Orazio Costa, der „Loving“ in Giorni senza fine sowie „König Priamos“ in Troilus und Cressida unter der Regie von Luchino Visconti hervor. Spätere Arbeiten mit Giorgio Strehler in Klassikern und für zeitgenössische Stücke blieben nicht minder erfolgreich. Einen späten Höhepunkt feierte Carnibuci 1954 im Shakespeareschen Julius Cäsar, schließlich 1956 unter Ottavio Spadaro in Korruption im Justizpalast.
In Rom ist eine Straße nach dem Schauspieler benannt.

## Filmografie (Auswahl)
- 1927: Kif Tebbi
- 1937: Karthagos Fall (Scipione l'Africano)
- 1938: Der schwarze Korsar (Il corsaro nero)
- 1941: Prinzessin Aschenbrödel (Cenerentola e il signor Bonaventura)
- 1955: Andrea Chénier